# احسم
احسم (به عربی: إحسم) یک منطقهٔ مسکونی در سوریه است که در ناحیه احسم واقع شده‌است. احسم ۵٬۸۷۰ نفر جمعیت دارد.